# 12-й федеральный избирательный округ Чьяпаса

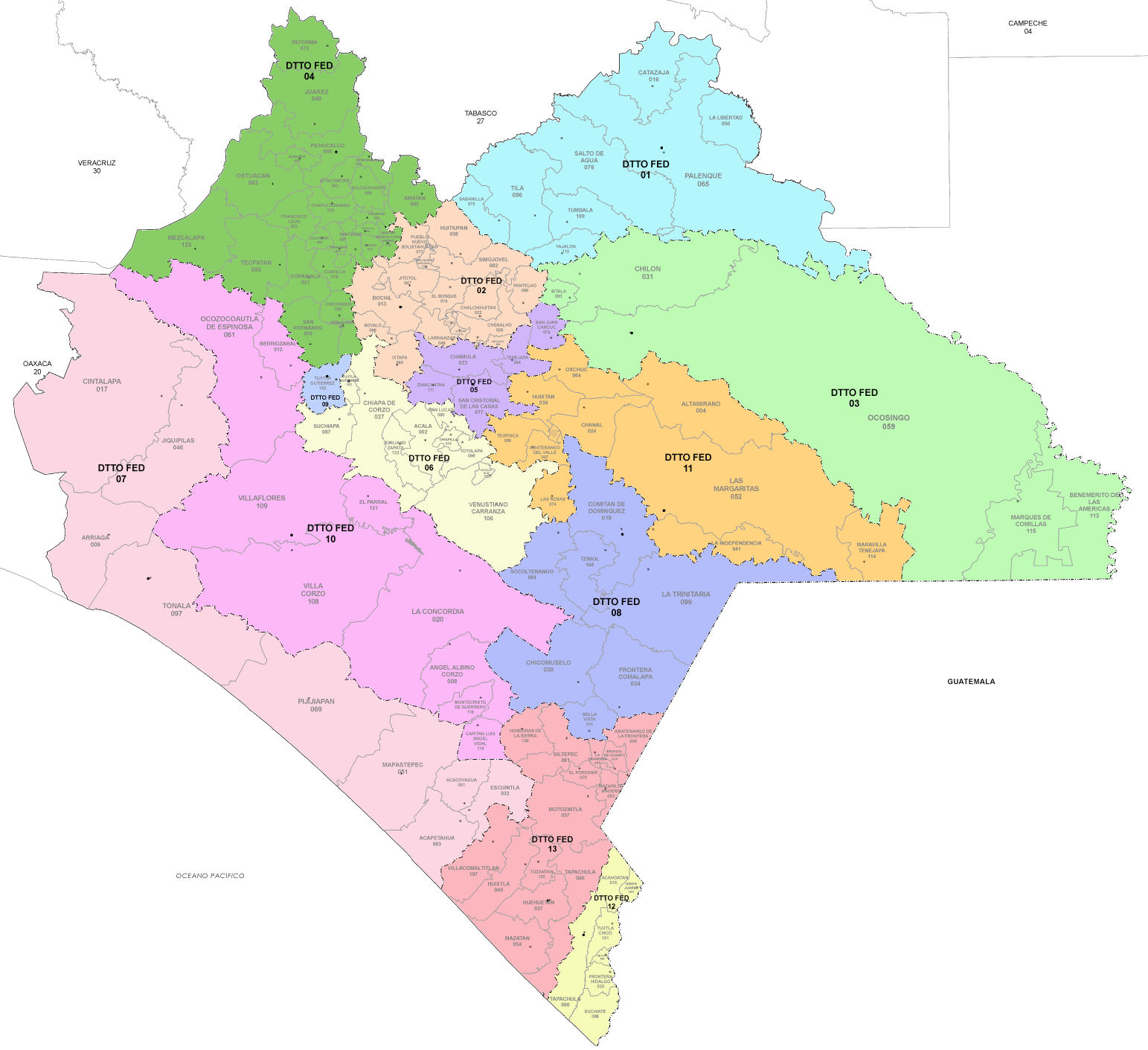
Карта федеральных избирательных округов штата Чьяпас. 12-й отмечен жёлтым цветом

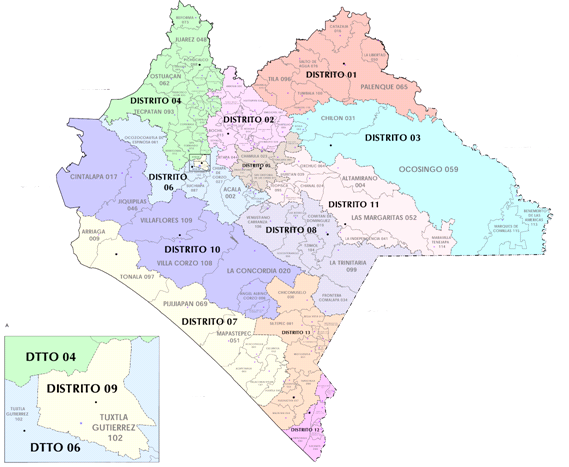
Карта федеральных избирательных округов штата Чьяпас в период с 2017 по 2022 год

12-й федеральный избирательный округ Чьяпаса в 2005—2017 годах

12-й федеральный избирательный округ Чьяпаса (исп. Distrito electoral federal 12 de Chiapas) — один из 300 избирательных округов, на которые делится терриория Мексики для проведения выборов в федеральную Палату депутатов, и один из 13 таких округов в штате Чьяпас.
От округа в нижнюю палату Конгресса избирается один депутат на трёхлетний законодательный период по принципу «первого прошедшего по списку». Голоса, поданные в округе, также учитываются при расчёте пропорционального представительства («многомандатности») депутатов, избранных от Третьего избирательного региона.
12-й округ был создан в 1996 году. В период с 1979 по 1996 год в штате Чьяпас было всего девять федеральных избирательных округов. В процессе 1996 года по изменению границ федеральных избирательных округов их число увеличилось до 12. Первые депутаты от трёх новых округов были избраны на промежуточных выборах 1997 года.
Действующим депутатом от 12-го округа Чьяпаса, избранным на всеобщих выборах 2024 года, является Роси Урбина от Движения национального возрождения.

## Территория округа
В соответствии с планом формирования округов на 2023 год, принятым Национальным избирательным институтом, который будет использоваться для выборов 2024, 2027 и 2030 годов, 12-й округ охватывает 210 избирательных участков (исп. secciones electorales) в семи муниципалитетах в самой южной оконечности штата Чьяпас:
- Какаоатан, Фронтера-Идальго, Метапа, Сучьяте, Тапачула, Тустла-Чико и Уньон-Хуарес.

Тапачула — главный центр (исп. cabecera distrital), где собираются и суммируются результаты со всех избирательных участков округа. По данным переписи населения 2020 года, население 12-го федерального избирательного округа Чьяпаса составляет 440 643 человека.

## Предыдущие составы округов
|                  | 1974 | 1978 | 1996 | 2005 | 2017 | 2023 |
| ---------------- | ---- | ---- | ---- | ---- | ---- | ---- |
| Чьяпас           | 6    | 9    | 12   | 12   | 13   | 13   |
| Палата депутатов | 196  | 300  | 300  | 300  | 300  | 300  |
| Источники:       |      |      |      |      |      |      |

2017—2022
С 2017 по 2022 год 1-й округ имел ту же конфигурацию, как и в плане на 2023 год.
2005—2017
С 2005 по 2017 год 12-й округ находился в той же южной части штата Чьяпас, но его состав выглядел несколько иначе: муниципалитеты Фронтера-Идальго, Метапа, Сучьяте, Тустла-Чико и три четверти от муниципалитета Тапачула (самая северная его четверть относилась к 11-му округу). Главным центром округа был город Тапачула
1996—2005
В период с 1996 по 2005 год 12-й округ имел другой состав: помимо муниципалитетов, входивших в него потом (с 2005 по 2017 год), он включал Какаоатан, Уньон-Хуарес, а также и оставшуюся четверть муниципалитета Тапачула.

## Депутаты, избранные в Конгресс от округа
| Выборы | Депутат                       | Партия | Срок      | Созыв Конгресса |
| ------ | ----------------------------- | ------ | --------- | --------------- |
| 1997   | Ранульфо Тонче Пачеко         |        | 1997—2000 | 57-й Конгресс   |
| 2000   | Адольфо Самора Крус           |        | 2000—2003 | 58-й Конгресс   |
| 2003   | Карлос Пано Бесерра           |        | 2003—2006 | 59-й Конгресс   |
| 2006   | Антонио де Хесус Диас         |        | 2006—2009 | 60-й Конгресс   |
| 2009   | Сами Давид Давид              |        | 2009—2012 | 61-й Конгресс   |
| 2012   | Антонио де Хесус Диас         |        | 2012—2015 | 62-й Конгресс   |
| 2015   | Самуэль Алексис Чакон Моралес |        | 2015—2018 | 63-й Конгресс   |
| 2018   | Хосе Луис Элорса Флорес       |        | 2018—2021 | 64-й Конгресс   |
| 2021   | Хосе Луис Элорса Флорес       |        | 2021—2024 | 65-й Конгресс   |
| 2024   | Роси Урбина                   |        | 2024—2027 | 66-й Конгресс   |

## Президентские выборы
| Выборы | Победивший в округе          | Партия или коалиция        | %       |
| ------ | ---------------------------- | -------------------------- | ------- |
| 2018   | Андрес Мануэль Лопес Обрадор | Вместе мы войдём в историю | 71,7881 |
| 2024   | Клаудия Шейнбаум             | Продолжим творить историю  | 70,0013 |